# Мюллер, Лоренц
Лоренц Мюллер (Lorenz Müller; 18 февраля 1868, Майнц — 1 февраля 1953, Мюнхен) — немецкий герпетолог.

## Биография
Сначала Мюллер изучал искусство и жил в Париже, Бельгии и Нидерландах. В юности он был очарован террариумами и изучал много амфибий и рептилий. Встреча с двумя учёными — Оскаром Бёттгером (1844—1910) и Вилли Вольтершторффом (1884-1943) стала решающей для Мюллера.
Лоренц Мюллер начинал в качестве иллюстратора в Зоологической государственной коллекции Мюнхена. Так как у отделения герпетологии не было хранителя, он стал в 1903 году куратором. Под руководством Мюллера с 1912 года герпетологическая секция постоянно увеличивалась.
С 1909 по 1910 годы Лоренц Мюллер принимал участие в экспедиции в бассейн реки Амазонки. В 1928 году он стал главным куратором зоологического отделения в Зоологической государственной коллекции Мюнхена. Во время Первой мировой войны он служил на Балканах и занимался большую часть времени исследовательской работой.
В 1920-е годы Мюллер посетил Балеарские острова, где интенсивно исследовал стенных ящериц. Он описал несколько новых подвидов, в том числе вымершую на сегодня форму Podarcis lilfordi rodriquezi.
В 1948 году он передал руководство герпетологического отделения Вальтеру Хелльмиху и посвятил себя восстановлению сильно разрушенной Зоологической государственной коллекции Мюнхена. В 1953 году он умер в возрасте 85 лет от бронхита. Мюллер опубликовал более 100 научных статей по герпетологии.

## Публикации
- Beiträge zur Herpetologie Kameruns, 1910
- Zoologische Ergebnisse einer Reise in das Mündungsgebiet des Amazonas: Allgemeine Bemerkungen über Fauna und Flora des bereisten Gebietes. Band 1. Verlag der Bayerischen Akademie der Wissenschaften, 1912
- Über neue und seltene Mittel- und Südamerikanische Amphibien und Reptilien, 1923
- Forschungsreisen Stromers in den Wüsten Ägyptens. V. Tertiäre Wirbeltiere: 1. Beiträge zur Kenntnis der Krokodilier des ägyptischen Tertiärs. Verlag der Bayerischen Akademie der Wissenschaften, 1927 (mit Bernhard Peyer, Wilhelm Weiler und Kálmán Lambrecht)
- Liste der Amphibien und Reptilien Europas. Abhandlungen der Senckenbergischen Naturforschenden Gesellschaft. Heft 41(1):S. 1-62, 1928 (mit Robert Mertens)
- Reptilien und Amphibien (Wissenschaftliche Ergebnisse der Deutschen Gran Chaco-Expedition) Bd. 1. (mit Walter Hellmich), Verlag Strecker und Schröder, Stuttgart, 1936